# Laos nos Jogos Olímpicos de Verão de 1992
Laos competiu nos Jogos Olímpicos de Verão de 1992 em Barcelona, Espanha.

## Resultados por Evento

### Atletismo
100 m masculino
- Sitthixay Sacpraseuth
  - Eliminatórias — 12.02 (→ não avançou)

Marcha atlética 20 km masculino
- Saleumphone Sopraseut — Desclassificado (→ sem classificação)